# Warwara Pawlowna Tarnowskaja
Warwara Pawlowna Tarnowskaja (russisch Варвара Павловна Тарновская; * 27. Februarjul. / 10. März 1844greg. in Twer, Russisches Kaiserreich; †  29. Novemberjul. / 12. Dezember 1913greg. in der Eisenbahnstation Krjukowo bei Moskau) war eine russische Frauenrechtlerin. Sie setzte sich sehr für eine höhere Bildung für Mädchen und junge Frauen ein.

## Leben
Warwara Surowa stammte aus russischen Adelsfamilien im Gouvernement Tula, wo ihr Onkel väterlicherseits Gouverneur war. Ihr Vater Pawel Antiochowitsch Surow war Generalleutnant der russischen Armee.
Warwara erhielt eine gute Bildung. Sie besuchte die Katharinenkurse in St. Petersburg und bemühte sich danach um weitere Bildungsmöglichkeiten. Sie gehörte zu den wichtigsten Initiatoren der Bestuschew-Kurse in St. Petersburg, bei denen junge Frauen ab 1878 erstmals  Unterricht bei anerkannten Wissenschaftlern erhielten, auch in naturwissenschaftlichen Fächern wie Chemie und Mathematik. Warwara Tarnowskaja blieb eine der wichtigsten Organisatorinnen dieser Kurse über viele Jahre und schaffte es auch, dass das Ausbildungsspektrum später  um weitere Fächer wie Medizin und Jura erweitert werden konnte.
1896 war sie als Barbe von Tarnofsky beim ersten deutschen Frauenkongreß in Berlin. Dort berichtete sie in einem Vortrag über ihre Erfahrungen mit der Frauenbildung der Bestuschew-Kurse in französischer Sprache, der dann auch im Kongressbericht abgedruckt wurde.
Warwara Tarnowskaja begegnete  dem Dichter Fjodor Dostojewski in St. Petersburg bei einem Abendempfang. Er übersandte ihr danach ein signiertes Buchexemplar des ersten Bandes der Brüder Karamasow (1880), das erhalten ist. Sie korrespondierte nach dessen Tod noch mehrere Male mit seiner Witwe.
Warwara Tarnowskaja war mit dem Mediziner und Institutsdirektor Innokenti Tarnowski verheiratet. Sie hatten zwei Töchter und mehrere Enkelkinder, die anerkannte Persönlichkeiten wurden.